# Oberkolpach

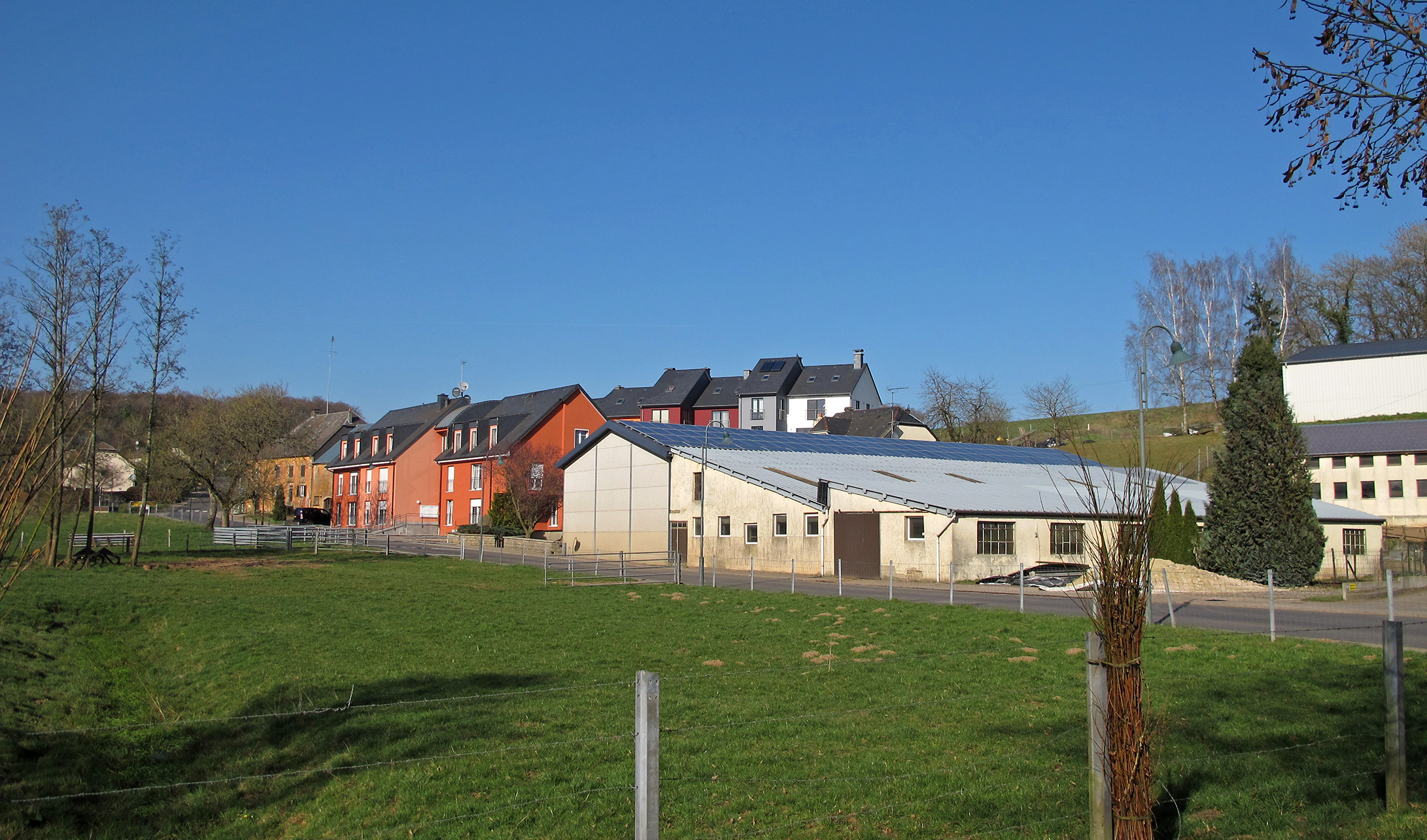
Sicht auf Oberkolpach

Oberkolpach (luxemburgisch Uewerkolpechⓘ,  französisch Colpach-Haut) ist eine Ortschaft in der Gemeinde Ell, in der Region Redingen in Luxemburg. Im Jahre 2001 zählte Oberkolpach 144 Einwohner.